# Arquitectura virreinal peruana

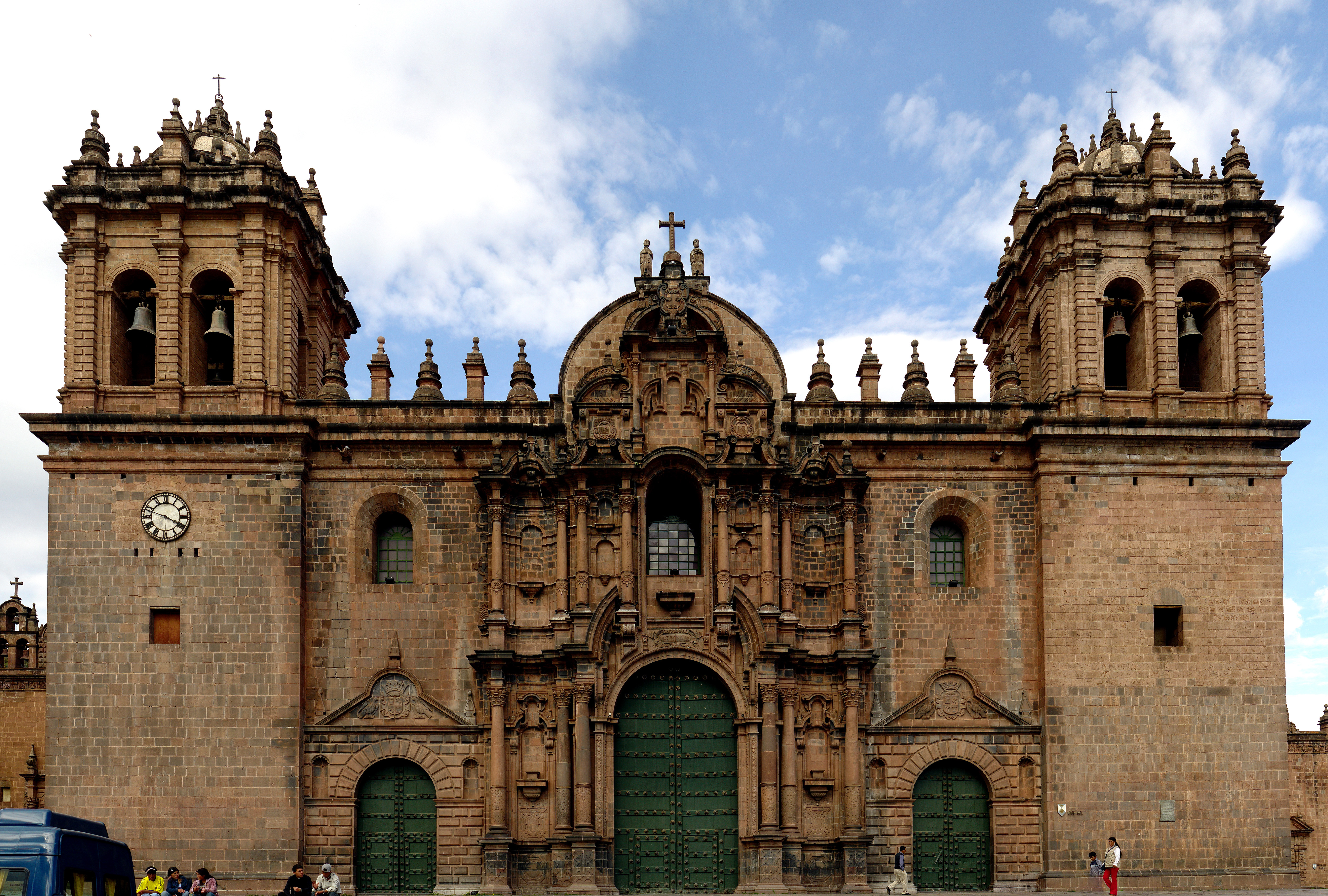
Catedral del Cuzco de estilo barroco mestizo del plateresco xiloformo.

La arquitectura virreinal peruana, desarrollada en el Virreinato del Perú entre los siglos XVI y XIX, se caracterizó por la importación y adaptación de los estilos arquitectónicos europeos a la realidad peruana, produciendo como resultado una arquitectura original.
El uso de sistemas constructivos como la quincha, las ornamentaciones de iconografía andina y soluciones con formas inéditas confieren a la arquitectura virreinal peruana una identidad propia,

## Estilo renacentista

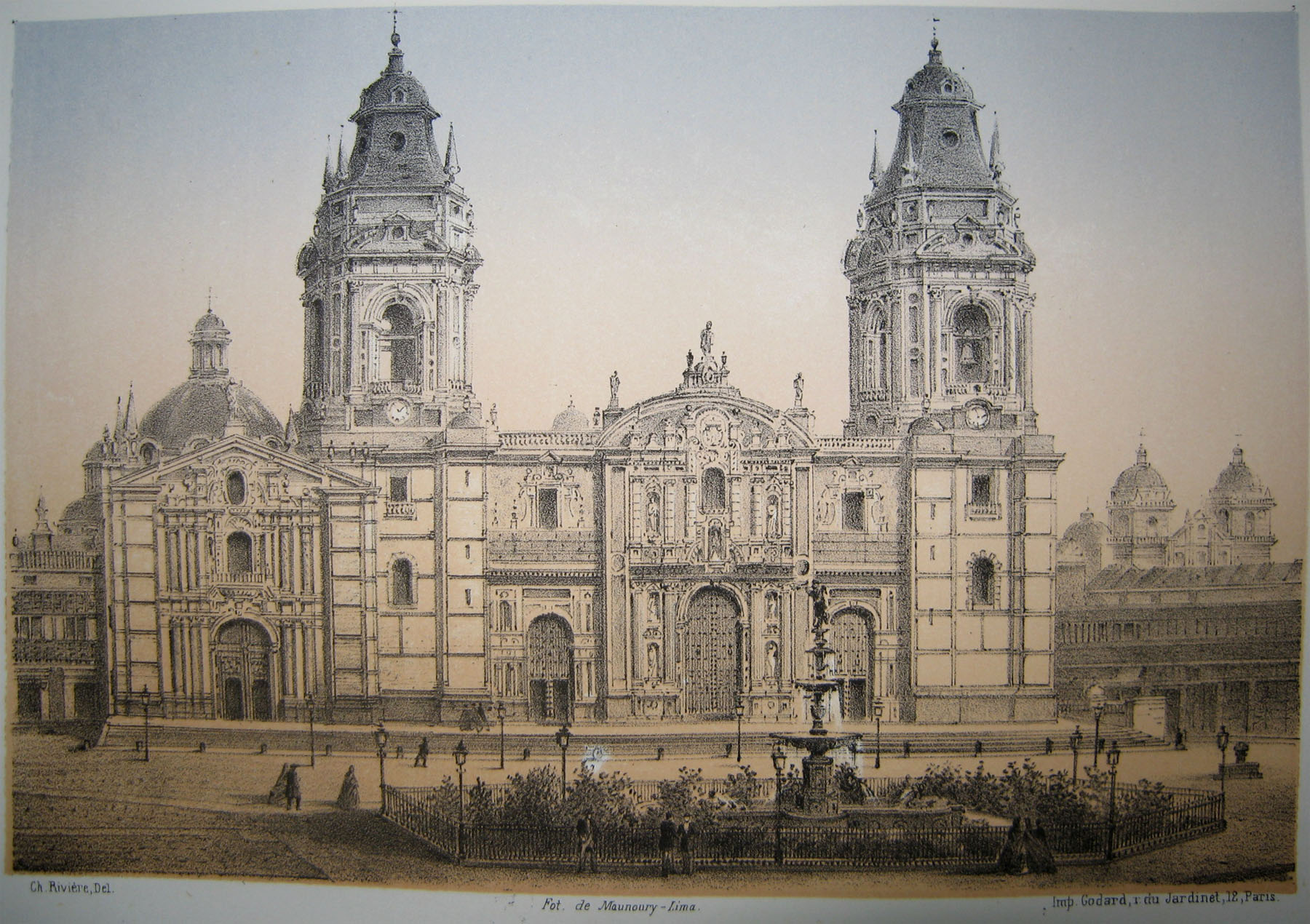
Catedral de Lima con portada central de estilo renacentista y torres de definido estilo neoclásico.

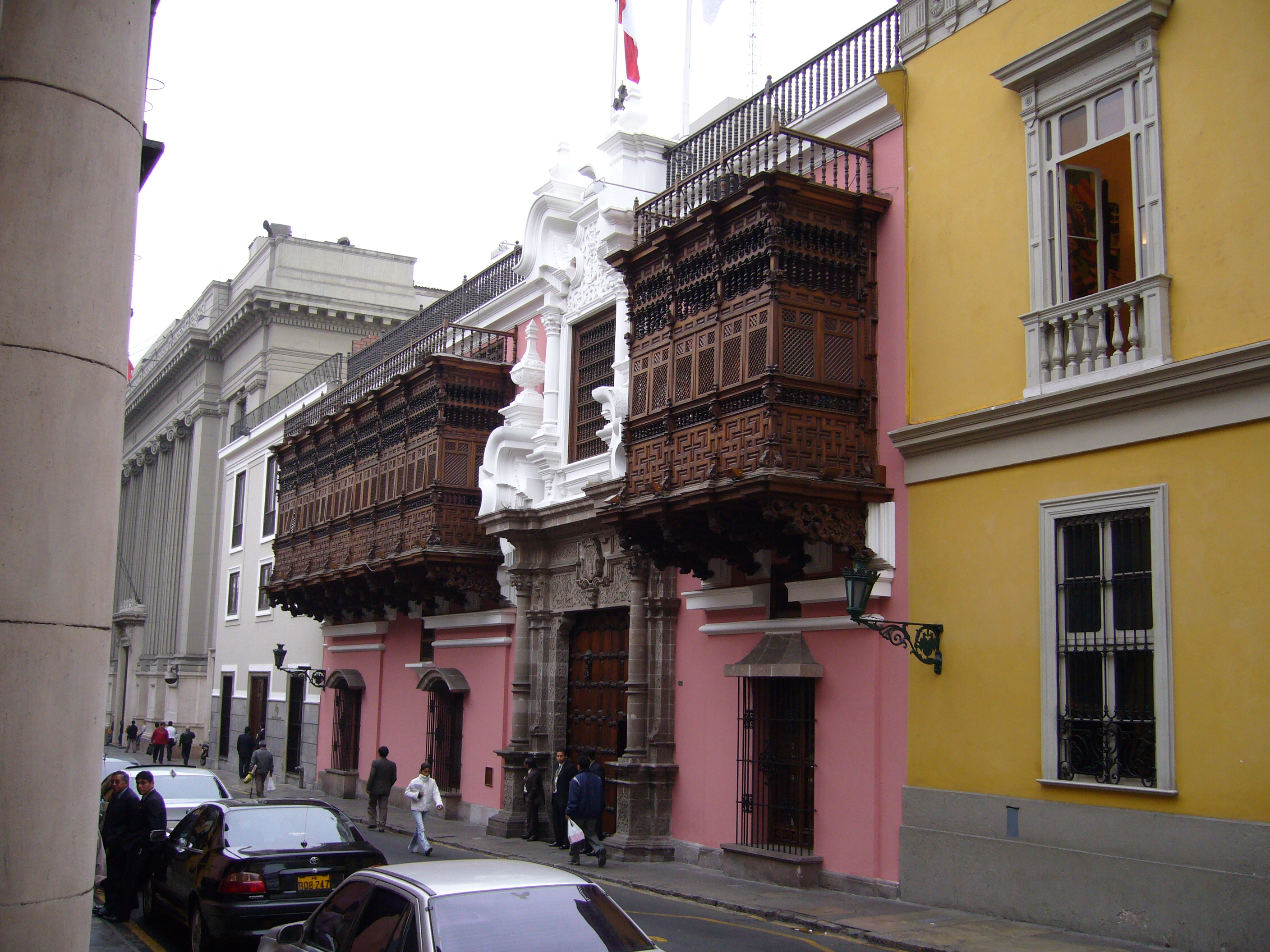
Fachada de estilo barroco del Palacio de Torre Tagle, con artísticos balcones de estilo mudéjar.

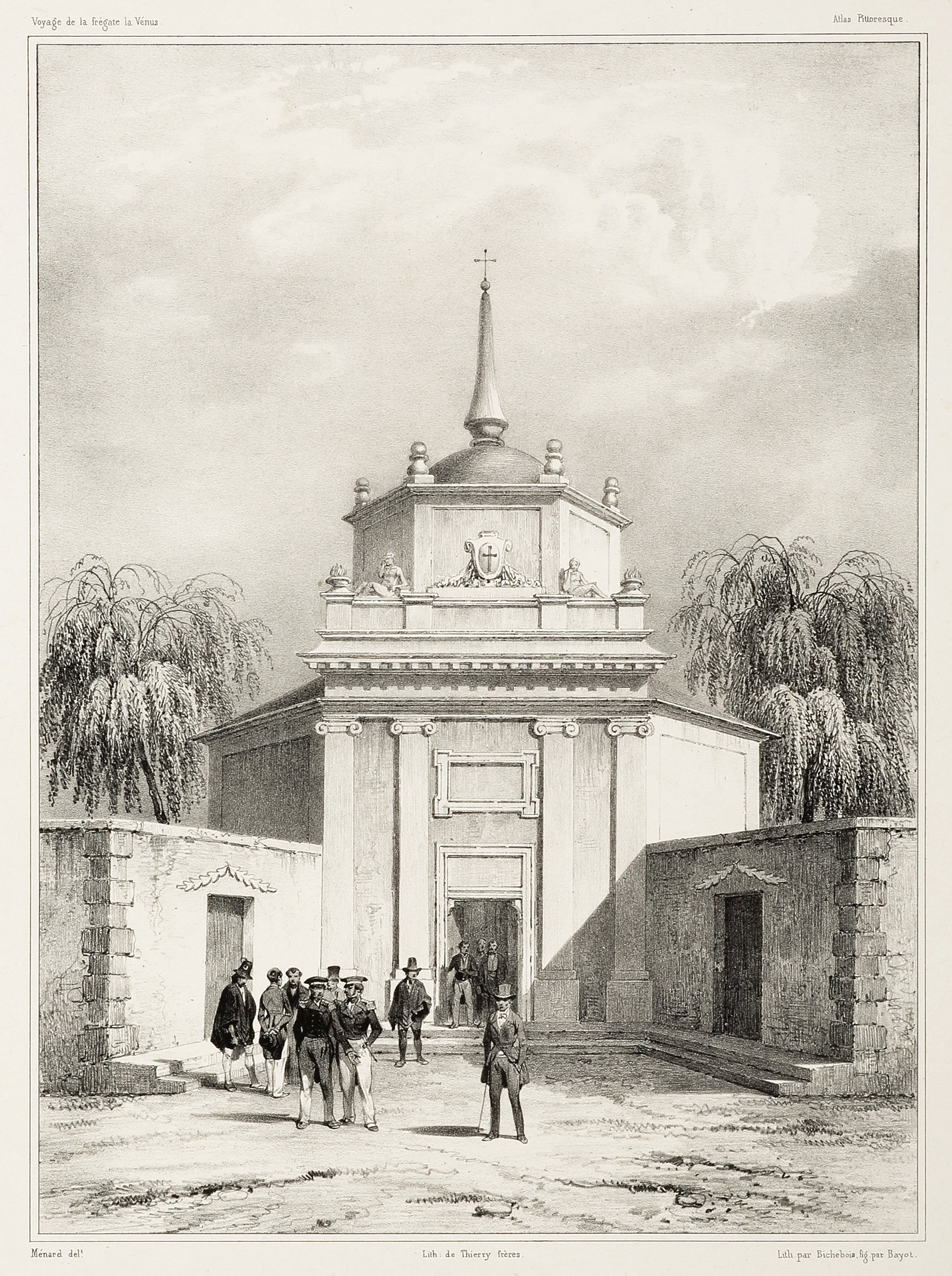
Capilla Central, de estilo neoclásico y de forma octogonal, del Cementerio Presbítero Matías Maestro. Fue demolida.

En los primeros momentos de la colonia se desarrolló el llamado estilo renacentista, que en Europa se había producido siguiendo la corriente del renacimiento italiano. Este estilo se caracterizó por el empleo de adornos y filigranas que hacían desaparecer las líneas arquitectónicas dándole al edificio la semejanza de un trabajo de cincelado de platería, de ahí el nombre de plateresco y donde se confunde el arte gótico, el arábigo y el románico de la época colonial, desde el siglo XVI hasta mediados del siglo XVII. Son magníficas muestras de este estilo en Lima las portadas de la Catedral de Lima y de la Casa de Pilatos. En Ayacucho la portada de las iglesias de San Francisco y La Merced.

## Estilo barroco
El barroco se caracterizó por su recargada ornamentación, de líneas predominantemente curvas, que daban un aspecto de libre movimiento. Predominaron los elementos decorativos en las columnas, pilastras (columnas embebidas), cornisas, además de una modificación de las formas clásicas; las columnas griegas pierden su pureza al retorcerles, como gruesas serpientes, sus fustes hasta formar la columna salomónica y los adornos adquirieron gran exuberancia.
Un elemento característico de este estilo es el almohadillado que aparece en los muros de la Basílica y Convento de San Francisco de Lima. Este estilo predominó desde mediados del siglo XVII hasta fines del siglo XVIII. Dio origen al churrigueresco y rococó. Son representativas muestras del barroco en Lima, el Palacio de Torre Tagle, las iglesias de San Francisco y San Marcelo. En Cuzco la Catedral del Cuzco (barroco mestizo), las iglesias de Santo Domingo y San Sebastián. En Arequipa la Iglesia de la Compañía.

### Estilo barroco churrigueresco
Fue la forma más recargada del barroco y se distinguió por el empleo complicado y caprichoso de los adornos en forma exagerada, su propugnador fue un arquitecto español llamado José Benito de Churriguera. Son magníficas muestras de este estilo en Lima la fachada de las iglesias de Nuestra Señora de la Merced y San Agustín.

### Estilo barroco francés o rococó
En el siglo XVIII, con la introducción de la dinastía francesa de los Borbones, llegó a España este estilo que se caracterizó por los balcones que no son redondeados, la disminución de los adornos en la ornamentación en las columnas (éstas son menos retorcidas), sin dejar las características propias del barroco que son el empleo de las líneas curvas y ondulantes.
Son características del estilo rococó la Iglesia de San Martín de Tours (Sechura, Piura), la Quinta de Presa, la Casa de Larriva (fachada en estilo rococó pero granadino), la Casa de las Trece Monedas (fachada en estilo rococó limeño), la Casa de Osambela y el Paseo de Aguas, ubicadas en el centro de Lima y en el Rímac esta última.

## Estilo neoclásico
A fines del siglo XVIII y principios del siglo XIX llegó el estilo llamado neoclásico, que se caracterizó por el predominio de una tendencia hacia el retorno de los estilos clásicos de la arquitectura greco-romana (empleo de columnas románicas con capiteles corintios y sin ninguna ornamentación, líneas rectas y sencillez en las mismas, además de frontis triangular).
Era pues, una reacción contra el barroco. Son magníficas muestras de este estilo el altar mayor y las torres de la Catedral de Lima, la fachada de la Basílica y Convento de San Pedro, el altar mayor de la Basílica y Convento de San Francisco, las pilastras de la Casa de Osambela, la fachada del Fuerte de Santa Catalina y el Cementerio Presbítero Matías Maestro.